# Nitreto de titânio
Nitreto de titânio (TiN) é uma cerâmica técnica utilizada geralmente sob a forma de filme de revestimento muito fino. É depositado em alto vácuo e permite proteger peças e ferramentas metálicas, geralmente, garantindo à superfície uma excelente resistência à corrosão, baixo coeficiente de atrito, elevadíssima dureza e grande resistência ao desgaste. É composto por átomos de azoto e titânio que formam estruturas cúbicas simples ou de face centrada.